# 高知大丸
高知大丸（こうちだいまる）は、J.フロント リテイリングが全額出資する株式会社高知大丸が運営する百貨店。高知西武が閉店した2002年以降は、高知県で唯一の百貨店である。

## 歴史

### 前史
高知市で初の百貨店は、明治中期に小梶寛之助により建てられた「まからずや商館」であった。高知市本町に2階建の本館と、隣接して4階建ての洋館があり、呉服や洋品、雑貨などを販売。店舗裏手では、客寄せのためクジャクやサルなどを飼育していた。1917年に閉店した以降も建物は残っていたが、1945年の高知大空襲で焼失した。昭和初期には、地方財閥の野村家が堺町に「野村デパート」を開店させ、終戦前の一時期は「大松百貨店」の名称で営業したが、空襲で焼失したあと再開することはなかった。第二次世界大戦後、入交太兵衛や京町の呉服商、上町の小売商ら有志を発起人として、地元資本による百貨店の計画が持ち上がる。「はりまや百貨店」の店名や、本丁筋（現在の上町五丁目）の開店場所も決まり、農人町の倉庫に商品の確保も始めていたが、1946年12月の昭和南海地震で倉庫は半壊。浸水により商品はすべて汚損し、はりまや百貨店は実現せずに終わった。
大丸と高知との関わりは第二次世界大戦前にさかのぼる。1937年（昭和12年）7月、大丸社長の里見純吉は高松ロータリークラブの発会式にガバナーとして出席。その後高知ロータリークラブの設立準備会に臨席した際に、高知の財界の有力者である入交太蔵と会い、高知に百貨店を作る話が出たのがきっかけであった。戦後、商工省から百貨店組合に対し商品資金融資が行われ、大丸は東京や小樽市、鳥取市など11か所に商務局出張所を開設した。その一つとして、1946年6月、高知市梅ノ辻に「大丸商務局高知出張所」を開設。四国では、高知が唯一であった。従業員は所長の川谷登以下5名。和紙や幡多地方特産の木炭を県外の出張所に卸したり、県外から物資を仕入れる業務を行った。軍に召集された社員が復員したほか、大丸は戦時中に国外に多くの店舗を展開し、終戦に伴い多くの引揚者が日本に戻ったが、本社で全員を受け入れる余力はなく、出身地の近くに雇用の場を設ける役割も有した。

### 高知大丸誕生
入交太蔵は、1946年9月より高知商工会議所の会頭に就任。百貨店実現への熱意は強く、大丸商務局高知出張所長の川谷を通じて大丸本社常務の東條久壽馬と面談し、高知での百貨店経営を懇願した。1947年1月、大丸本社財務課と調査課より、高知での予備調査が行われた。予定地は、入交太兵衛が高知市帯屋町の親族の土地を借りて木造平屋建の建物を用意しており、公定価格品の展示即売会などに使用していた。調査により高知の市場性が認識され、百貨店計画は進展する。資本金18万円は入交側と大丸が折半出資し、建物など地元調達事項は入交側が担当、経営は大丸に一任する旨が決定した。
1947年4月1日、高知大丸開店。高松三越を初として四国では7番目の百貨店で、大丸では初の傍系会社による店舗である。初日の来店客は6000人、売上高は12万円であった。商品は大丸本社で仕入れたのち一日一便の関西汽船で高知に運ばれ、市価より安くする代わり値引きはしないという正札販売が行われた。6月には商事部を開設。企業や官庁、学校などからの受注を開始した。翌年からは県下全域で外商にも注力した。1948年7月から1951年9月まで、高知県庁職員組合の依頼を受け県庁舎内に売店を開設した。

### 火災と再建
1950年3月11日0時20分ごろ、高知大丸の事務室付近から出火。前年11月に改装したばかりの店舗は、1時間ほどで全焼した。出火原因は不明で、損害額は建物約500万円、南国高知産業大博覧会を控えて店内には通常以上の商品が用意されており、4千万円余りの商品が焼失した。大丸常務の東條は、社員を一時帰休とせず、営業再開までの休業期間中も全員に給与を支払い続ける決定をした。これに応え、中村や須崎、室戸などに自発的に外商に出向く社員もいた。5月にバラックの仮店舗で営業再開。6月からは竹中工務店により新店舗の建設が始まり、11月15日に全面完成した。木造3階建で、延床面積は1,524 m2。翌年には、売場面積の狭さから移転が検討される。1951年3月に高知大丸の役員の異動があり、入交太蔵が取締役会長、東條久壽馬が取締役社長、入交太兵衛が取締役副社長となり、大丸の専務取締役と高知大丸の取締役を兼任していた東條は、社長就任に伴い同年8月から高知に常勤した。1953年9月には高知県初の民間放送であるラジオ高知が開局。高知大丸は、火曜午前9時25分のスポットCMと、午後9時の時報CMを提供した。

### 現在地への移転
店舗の移転先の候補は、播磨屋町、大橋通と帯屋町東詰から、商店街の中心という条件に合致する、当初の店舗から360 mほど東の京町1番地が選定された。1955年1月1日、地鎮祭を挙行。新店舗は敷地面積1,300 m2。2億7千万円の総工費が投じられ、地下1階・地上4階（一部5階）の鉄筋コンクリート構造で、屋上を含めた延床面積は6,340 m2。屋上には子どもの国や庭園、ホール、展望台が設けられ、展望台最上部までの高さ35 mは高知城天守閣とほぼ同じである。四国初のエスカレーターが1階－2階、2階－3階間に設置され、地階から屋上まで高知県では戦後初となるエレベーターが設置された。1955年11月3日午後1時にオープンし、初日には5万人の来店客があった。当時の国会では、百貨店同士の過度な競争の抑制や中小小売業者の保護を目的とし、百貨店の新設・増設に制限を課す百貨店法が審議されていた。増床するためには同法施行前に建設に着手する必要があり、本館開業3か月後の1956年1月に、隣接地に取得していた敷地に地下1階・地上3階建の新館を着工。両館の間は市道で隔てられており、地下通路で接続する必要があった。市から接続工事の許可が下りたのは1956年6月13日、着工済みの証拠となるコンクリートの打設ができたのは法施行前日の6月15日であった。6月16日に百貨店法が施行され、これに基づき高知商業活動調整協議会が設置された。7月23日、同協議会に対し県内の商工団体である高知市商店連盟、協同組合高知専門店会、協同組合連合会高知クーポン、高知県商店会協同組合総連合会から「拡張反対意見書」が提出された。増築前の1955年11月11日以前に比べて売場面積が5倍となることは地域の小売業者にとって死活問題となること、地下と2階・3階に市道をまたぐ連絡通路を設置することは百貨店法に反するという主張であった。高知大丸側は、百貨店経営上必要最小限の増床であり、消費者の便宜を図るとともに僻遠都市高知の近代化と地方文化の向上を目指すものである旨を主張した。協議会の第三者委員である高知商工会議所に調停が求められたが、会頭の入交太蔵が高知大丸の会長を兼任していたため、小売業者側に不公平感を抱かせた。粘り強い協議の末、8月13日に第3次調停案の了承に至った。協約書に盛り込まれた「将来において床面積を広げようとするときは、高知商工会議所を通じて小売業者代表と協議し同意を得ること」の文言は、他県でも例を見ない画期的な内容であった。増床問題の解決をみて、1956年9月9日には新館の営業を開始した。本館と新館の間は市道で隔てられており、高知大丸では幅4 m、長さ41 mの市道の払い下げを市に要望した。隣接する細工町、西紺屋町、播磨屋町の有志も新橋通商店振興会を結成し、市に対して新館建設促進に関する陳情書を提出していた。市は、周辺住民の反対さえなければ廃道を許可する意向を示していたが、1957年11月に地元の一部から廃道反対の署名運動が起こされ、高知県小売業者連合会からも、市に対して本館・新館設立反対の陳情が出された。同年12月22日から26日にかけて行われた高知市土地区画復興整理審議会において廃道が承認され、高知大丸が用意した市内堀詰の土地を代替地として市に提供した。地元小売業者との取り決めにおいて、「高知大丸友の会」が取りやめになった。

### 経営再建
本館と新館の接続で売り上げは伸びたものの、工事費に要した借入金の利息や、人件費の増加で資金難に直面した。1958年3月3日には、播磨屋町に土電会館が開業。百貨店法による百貨店ではないとしているものの、大型店であり高知大丸にとっては脅威であった。帯屋町の旧店舗跡には同年6月1日に高知スーパーマーケットが開業し、競争に拍車をかけた。1958年から1959年にかけては給与の遅配も生じるようになり、見切りをつけて社を去る従業員も続出した。大丸本社は、1959年2月に神戸店次長の小山茂三郎を専務代表取締役として派遣。同年6月には退任した高知大丸の常務に代わり大阪店経理部長の河野一夫が高知大丸の常務に就任した。高知大丸会長の入交太蔵は大丸社長の北澤敬二郎のもとを訪れ、強力な支援を要請した。北澤は2億1千万円の増資を決定。さらに1億2千万円の特別貸付で窮地を脱した。大丸本社のバックアップによる安心感は若手社員のモチベーション向上にもつながり、売上高は1959年度の7億77百万円から1960年度には9億33百万円に大幅に向上した。

### 売場の拡充
1962年8月、高知大丸は小売業者団体に対し、店舗の増床を申し入れた。1956年の協定に際し、売場面積から除外した部分の内1,000 m2を、販売を伴う催事にも使用できるように申請するものであった。その直後の9月には、土電会館が会館運営や貸店舗から百貨店に事業転換する申し入れを行う。高知商工会議所の調停の結果、高知大丸に認められたのは申し入れの半分の500 m2で、同社にとって満足のいく結果ではなかったものの、4階350 m2と5階107 m2、合計457 m2の増床をすることができ、店舗面積は7,452 m2となった。一方、1963年5月に百貨店営業の認可を得た土電会館は売場面積4,257 m2で、22万都市高知に二つの百貨店が営業することとなった。
1966年3月から5月にかけて開催された南国産業科学大博覧会は活況を呈し、1964年から続いた40年不況からの脱却を後押しした。そして創業20周年を迎える1967年には、累積損失を一掃することができた。1970年10月31日には、5階の全面と6階の一部の増築が完成した。同年3月より小売業者サイドに申し入れをしていたが、それまでの増床交渉よりスムーズに同意を得ることができた。1972年には、かねてから事務所として借りていた旧久保ビルと、その隣に新たに賃借するリラビルに売り場を拡大した。土電会館も増床を申し入れており、競願となったが地元小売業者との協約で「高知市における百貨店の売場面積の合計は27,000 m2を妥当と認める」旨の協約を取り付けることができ、高知大丸側の増床も承認された。旧久保ビル1・2階には婦人ニット売場、リラビル1・2階には家具・インテリア売場を開設し、両ビルを合わせて「高知大丸東館」と称した。1975年9月にははりまや町のホテルニュー高知の2階を借り、大丸家具センターを出店。1979年9月には、菜園場町の高知県住宅供給公社総合ビル内に大丸ハウジングセンターを開設し、民芸家具や中国緞通など高級品を中心に扱った。1977年9月、高知商業活動調整協議会は許容面積16,000 m2の大型店総量規制を実施。高知大丸には、1979年9月以降のオープンを条件に2,000 m2の増床が認められた。速やかに開店の意思表示をするよう迫られ、折しも帯屋町商店街に建設された3階建の賃貸ビルを一括して借りることができた。1980年12月、「大丸サンアレー」の名称でオープン。カジュアルファッションやホビークラフトの売り場が設けられた。1980年5月には、ホテルニュー高知にインテリア売り場「大丸アビタ」をオープンしている。1983年には大丸梅田店開業を機に、大丸がコーポレートアイデンティティを導入。高知大丸も、大丸と同様にロゴを一新した。1984年には、本館西隣の新京橋商店街の小松ビル（旧 土佐料理店「ねぼけ」）に地下1階・地上4階の西館がオープン。将来的に、住宅供給公社ビルやニュー高知からの撤退を視野に入れたものであった。
1984年には、高知空港へのジェット旅客機の就航を記念した'84高知・黒潮博覧会が開催され、高知大丸では本館の特設売場で前売券や記念グッズを販売するとともに、会場内にとでん西武と共同で「世界のバザール館」のパビリオンを出展し、週替わりで各国のフェアを行う「世界のフライトバザール」や、くろしおまんじゅうなど高知の名産品が好評を博した。1986年、1・2階を東館として賃借していたリラビルを取得。3階から5階までは吹き抜け構造で、1972年の竣工当時はキャバレーとして使われ、その後はディスコやスナックとして営業した。百貨店として使用するには不向きであったが、従業員食堂や事務所などとして活用し、長期的には改装や建て替えの検討をすることとした。

### 東館増築
1987年2月頃から東館新築計画を構想していた高知大丸は、1988年12月に第1回パイロットプラン、平成に入り1989年1月に第2回パイロットプランを策定。これらをもとに、「他の大手資本の進出を阻止すべく、東館の隣接地を買収して大幅に増床する」「本館を全面リニューアルし、四国を代表する都市型百貨店とする」「本館周辺のサテライトショップの展開や、県内都市の出張所機能の強化を図る」旨のビジョンを策定した。東館ビル（旧 リラビル）を中心に、旧久保ビル、ルイ美容室、バーあさ、白石家具店、手芸おおした、中繁商店などがあった敷地に地下1階・地上6階の新たな東館を建設するもので、1989年5月19日に高知商業活動調整協議会の承認を得た。1989年6月10日、東館着工。1990年9月28日には東館の新築と本館の全面改装が完成し、グランドオープンした。1990年3月には、追手筋1丁目にタワーパーキング2基（70台収容）と周辺店舗のブティック、事務部門の入る複合ビル「ピアンタ」が開業している。
2003年5月21日、食品フロアをリニューアル。2012年3月1日、東館5・6階を全面改装し、宮脇書店が出店したが、近隣に大型書店が開業し、赤字が拡大したため2018年に撤退。その後100円ショップ「セリア」が入居した。

### 2022年のリニューアル
高知県全体では人口の減少傾向が続いているものの、中心市街地では分譲マンションが建設され定住人口が増えていること、オーテピアや帯屋町CENTROの完成で周辺商店街の通行量が上向いていることから大規模改装を計画。市も2018年度からの第2期中心市街地活性化基本計画に「高知大丸リニューアル事業」を盛り込んだ。新型コロナ感染症の影響で延期となったものの、2021年から着手した。20億円を投資し、本館・東館の約7割に当たる7,350 m2を改装。本館4階には東急ハンズと共同で「プラグスマーケット」を導入。売場面積に対し売上が伴っていない婦人服や紳士服売場を集約する代わり、好調な化粧品売り場を拡充した。リニューアル当日となる3月25日には7,800人の来店客があった。地域の商店街からもエールが寄せられ、高知市商店街振興組合連合会の理事長は「この大変なタイミングに『核』の新装は心強い。商店街も一丸となり大丸を盛り上げたい」と祝辞を送った。9月23日には東館5階に、2011年にレストラン街を閉鎖して以来約10年ぶりとなるフードホール「OMACHI 360」が開業した。
2022年3月1日付で、高知大丸取締役の小島尚が社長に就任する人事異動を行った。小島は1981年に高知大丸に入社し、営業部長などを歴任。大丸本社ではなく高知大丸出身の生え抜きの社長は、同社では初である。

## 店舗
本館、東館と周辺店舗で構成される。1956年開業の新館は、市道を廃止し本館と接続することにより本館と一体となった。本館と東館の間には地下1階、地上3・5階に連絡通路がある。
本館・東館地下1階は食料品売場。本館1～3階は婦人服・婦人雑貨フロアで、化粧品売場は1階に配置した。本館4階の「プラグスマーケット」は高知大丸・ハンズ（開業当初は東急ハンズ）・高知市の3社の共同で、ハンズの生活雑貨のほか高知県産の素材を使った商品を取りそろえる。本館5階の「ラックラック」は販売時期を逸した商品を低価格で販売するオフプライスストアで、2022年のリニューアルで東館2階から移動した。東館1・2階は紳士服・紳士用品フロアで、呉服や宝飾は2階で取り扱う。東館3・4階の「Shimadaya+Plus」は市内の家具店島田屋により、家具・インテリア・生活雑貨などを取り扱う。「OMACHI360（おまち さんろくぜろ）」は100席のフードコートで、イタリア料理店「Pico　ROTONDO」・ハンバーガー店「SORA　BURGER」・ウナギ料理店「おまちの鰻処　まん」・鮮魚料理店「くろしお屋」・中華料理店「香香」の5店舗からなる。東京の広尾から出店したPico　ROTONDO以外は、いずれも市内の飲食店が移転または分店として出店している。本館南側外装は創業35周年を記念してアルミパネル張りに改修され、大丸のシンボルであるクジャクが2羽、並んで浮き出るデザインとした。
2023年現在の周辺店舗は、本館西入口から細い通りを挟んで「大丸フラワーショップ」、新京橋商店街の向かいに「大丸ウエスト1」の2か所である。フラワーショップは1990年に開店したが、1975年8月の開業時にはハンバーガーショップ「デイリークイーン」として営業していた。1999年に発行された社史に拠ると、新京橋通りを北に進んだ先に「ウエスト2」、東館から帯屋町一番街を挟んだ北側に「ダイマルエポカ」、市道高知街1号沿いの駐車場ビル「ピアンタ」にも店舗を有していた。帯屋町2丁目にあった「サンアレー」は1997年1月に閉館した。
最新の売場構成は、フロアガイドを参照。

### 出張所
1959年、須崎市と中村市、安芸市に連絡所を開設。生活必需品や高級呉服・宝飾品などを販売した。当初はそれぞれ2名ずつを配置し、オートバイを配備して機動力を持たせた。連絡所は1973年9月に出張所に昇格。1987年には、南国市に南国出張所を開設。これらはサテライト店舗として外商事業などに寄与したが、2021年2月28日に中村出張所の後継の大丸四万十プラザが閉店し、出張所網は姿を消した。中村には、1969年に市の有志より、再開発で計画されているショッピングセンターの核テナントに出店してほしいとの打診があったが、地権者の問題から出店は見合わせになった。

## 業績と、四国の百貨店事情
J.フロント_リテイリング株式会社第15期定時株主総会招集通知に記載された事業内容によると、2021年3月 - 2022年2月の高知大丸の売上高は82億77百万円であった。2023年現在四国には日本百貨店協会に加盟する百貨店が4店舗あり、各店の2021年度の売上高は、愛媛県松山市の伊予鉄髙島屋が288億79百万円、松山三越が50億9百万円、香川県高松市の高松三越は205億30百万円であった。徳島県は、そごう徳島店が撤退した2020年以降はサテライト店の三越徳島があるのみで、実質的に百貨店空白県となっている。1958年に会館や貸店舗として営業を始めた土電会館は、1963年に百貨店に業態を変更。1973年に西武百貨店と資本提携しとでん西武となり、1992年には高知西武と名称を改めたが、2002年に閉店。これ以降は、高知大丸が県内で唯一の百貨店となった。
四国には高知のほか、大丸傍系の新居浜大丸と今治大丸があったが、新居浜は2001年、今治は2008年に閉店しており、高知大丸が四国で唯一の大丸グループの店舗となった。